# چار چیتهالیا
چار چیتهالیا (به لاتین: Char Chithalia) یک روستا در بنگلادش است که در استان باریسال و در ناحیه باریسال واقع شده است.